# Monumento alle vittime ebraiche austriache della Shoah

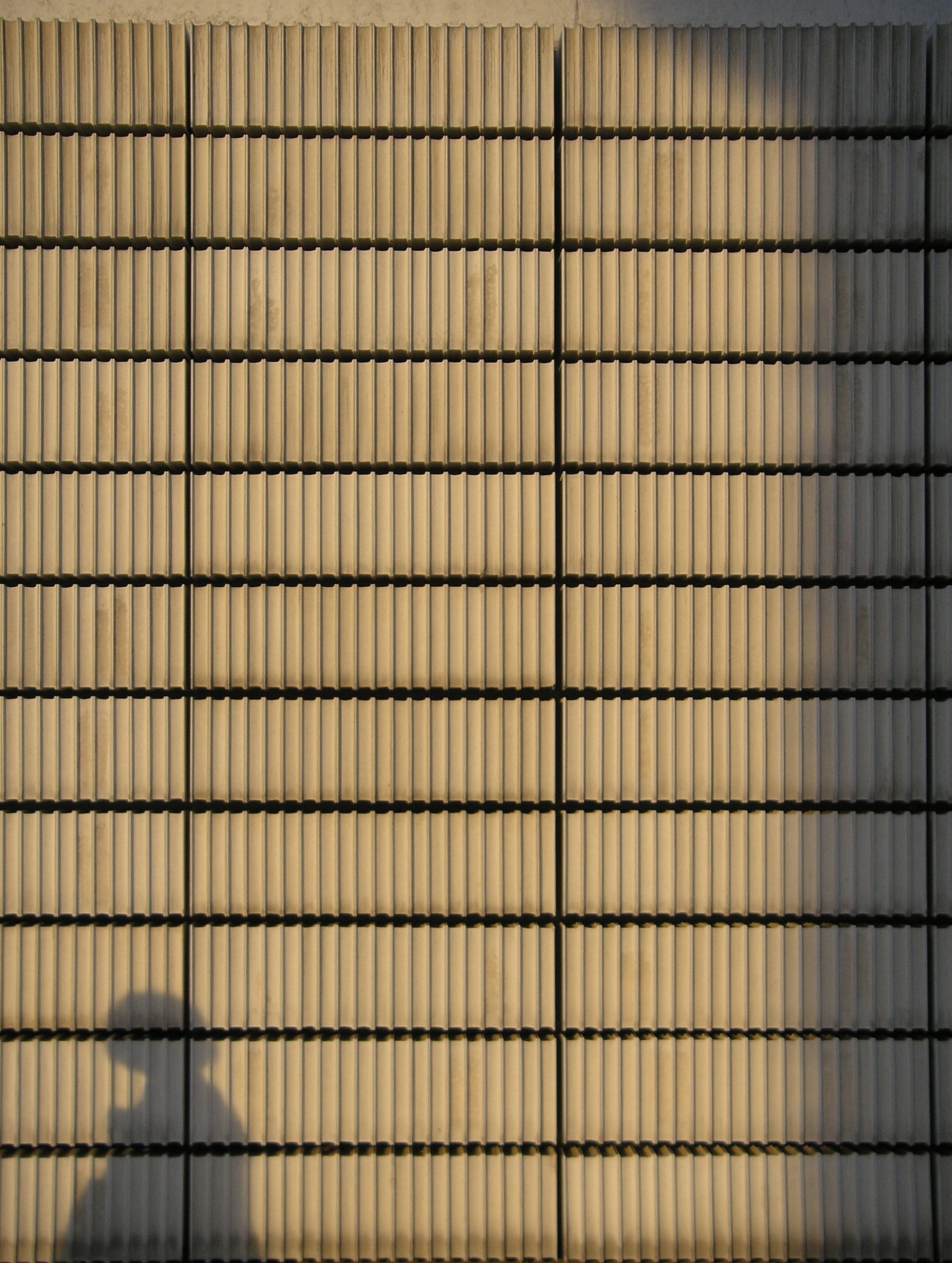
Particolare di un lato del monumento, con l'ombra di un passante.

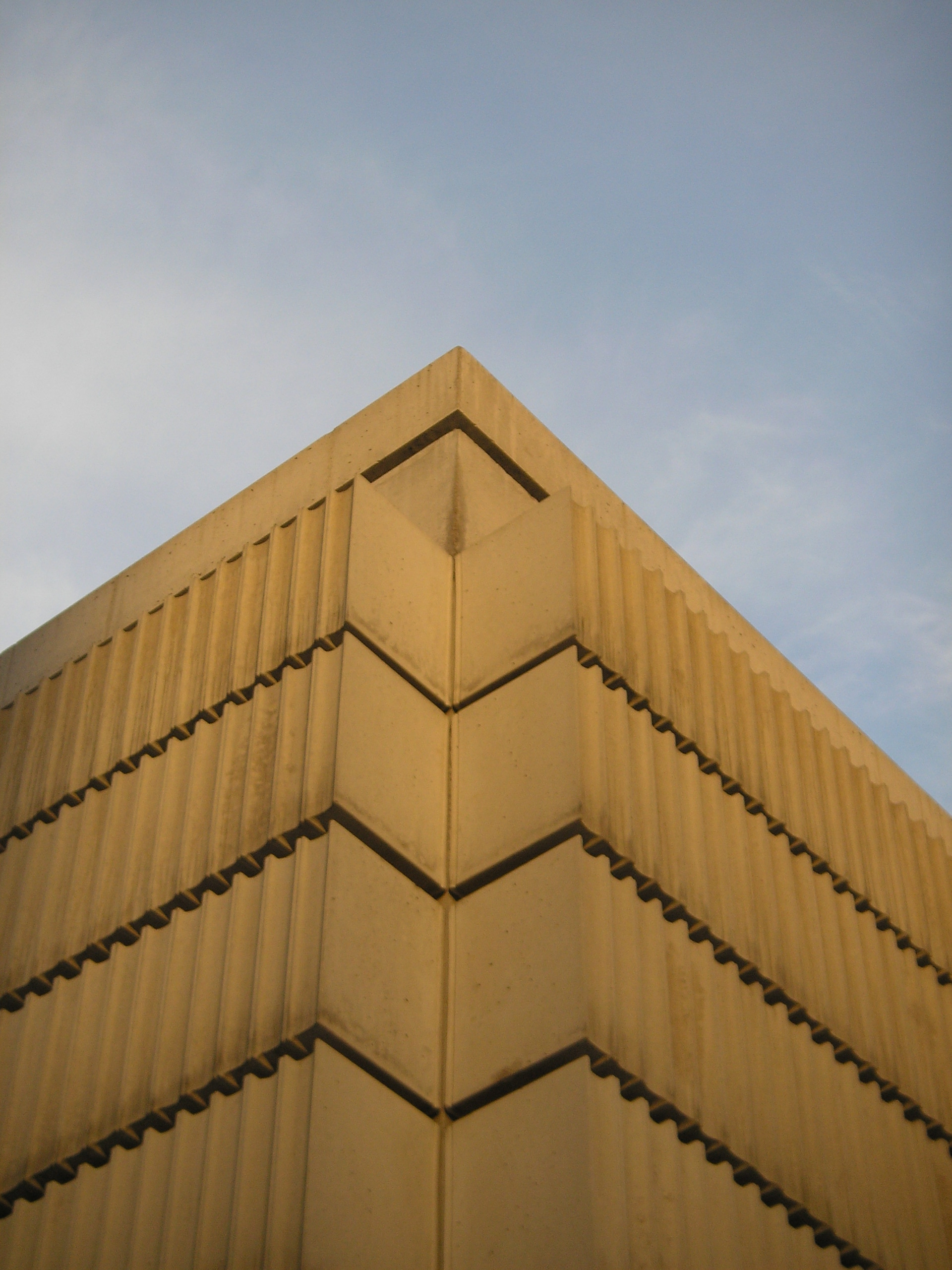
Dettaglio dell'angolo del monumento, con visibili i "libri" che lo compongono

Il monumento alle vittime ebraiche austriache della Shoah (tedesco: Mahnmal für die österreichischen jüdischen Opfer der Shoah) è un memoriale posto nella Judenplatz di Vienna. L'opera commemora lo sterminio di 65.000 cittadini austriaci di religione ebraica durante la Shoah.

## Storia
L'idea della costruzione di un memoriale in questa piazza, sopra le spoglie di una sinagoga, è opera di Simon Wiesenthal. Il monumento è stato, successivamente, realizzato nel 2000 dalla scultrice inglese Rachel Whiteread.
Nel 2007, durante la visita pastorale in Austria, Papa Benedetto XVI ha commemorato le vittime innanzi a tale monumento, accompagnato dal rabbino capo  Paul Chaim Eisenberg.

## Iscrizione alla base del monumento
Alla base del memoriale sono trascritti i luoghi in cui sono avvenute le esecuzioni. Tali luoghi sono: Auschwitz, Bełżec, Bergen-Belsen, Brčko, Buchenwald, Chełmno, Dachau, Flossenbürg, Groß-Rosen, Gurs, Hartheim, Izbica, Jasenovac, Jungfernhof, Kaiserwald, Kielce, Kowno, Łagów, Litzmannstadt, Lublino, Majdanek, Maly Trostinec, Minsk, Mittelbau/Dora, Modliborzyce, Natzweiler, Neuengamme, Nisko, Opatów, Opole, Ravensbrück, Rejowiec, Riga, Šabac, Sachsenhausen, Salaspils, San Sabba, Sobibor, Stutthof, Theresienstadt, Trawniki, Treblinka, Włodawa, e Zamość.

## Simbologia
L'opera rappresenta una biblioteca in cui i libri porgono il proprio dorso verso l'interno: questo per simboleggiare tutte le storie delle vittime dell'olocausto che non sono mai state potute essere raccontate.